# Wonderful Losers: A Different World
Pour plus de détails, voir Fiche technique et Distribution.
Wonderful Losers: A Different World est un film documentaire lituanien réalisé par Arūnas Matelis en 2017.

## Synopsis
Le film suit le parcours d'une voiture médicale et de cinq coureurs cyclistes, des équipiers, participant au Tour d'Italie.

## Fiche technique
- Titre original : Wonderful Losers: A Different World
- Réalisation : Arūnas Matelis
- Production : Arūnas Matelis et Algimante Mateliene
- Distribution : Studio Nominum
- Pays d'origine :  Lituanie
- Langue originale : italien
- Format : Couleur
- Genre : Documentaire
- Durée : 71 minutes (1 h 11)

## Distribution
- Daniele Colli : lui-même
- Svein Tuft : lui-même
- Paolo Tiralongo : lui-même
- Jos van Emden : lui-même
- Chris Anker Sørensen : lui-même
- Elena Della Valle : elle-même
- Massimo Branca : lui-même
- Giovanni Tredici : lui-même